# Elvira Chaudoir
Elvira Concepción Josefina de la Fuente Chaudoir (nascida no Peru em 1910 ou 1911 - Beaulieu-sur-Mer, janeiro de 1996) foi uma socialite peruana e agente dupla do Serviço Secreto de Inteligência Britânico MI6 durante a Segunda Guerra Mundial. As comunicações enganosas de Chaudoir com a Abwehr alemã são creditadas por impedir a 11ª Divisão Panzer germânica de reforçar as forças alemãs na Normandia.